# Black Sails EP
Black Sails EP es un EP de la banda estadounidense de hardcore punk AFI. Fue lanzado el 27 de abril de 1999 mediante Nitro Records. Solo se pusieron 5000 copias a la venta.
Las primeras tres pistas también se encuentran en el álbum Black Sails in the Sunset. En el álbum completo, la canción «Porphyria» se titula «Porphyria Cutánea Tarda» y contiene una entrada a la siguiente canción. «Who Knew?», no fue incluida en el álbum completo, pero se puede encontrar en varios álbumes compilatorios y ediciones japonesas de Black Sails in the Sunset.

## Lista de canciones
1. «Porphyria Cutánea Tarda» – 2:09
2. «Malleus Maleficarum» – 4:04
3. «The Prayer Position» – 3:30
4. «Who Knew?» – 2:14